# Crepidotus
Crepidotus is een geslacht van schimmels behorend tot de familie Crepidotaceae. De typesoort is Crepidotus mollis. De soorten uit het geslacht komen over de hele wereld voor.

## Kenkerken

### Uiterlijke kenmerken
Crepidotus vormen zeer kleine tot middelgrote plaatjeszwammen met een laterale tot schelpvormige vorm met overwegend witte tot lichtbruine tinten. De steel is zijdelings aan de hoed gegroeid, rudimentair belemmerd of ontbreekt volledig. De lamellen zijn afgerond of aflopend op de steel, zijn witachtig van kleur en krijgen met de jaren roze-, klei- of grijsbruine tinten. De sporenprint is oker tot rozebruin of licht kaneelbruin. Er is geen velum. In het vruchtvlees is soms een geleiachtige laag aanwezig.

### Microscopische kenmerken
De gespen kunnen al dan niet aanwezig zijn op de septen van de hyfen. De lamellaire trama heeft een regelmatige tot bijna regelmatige structuur. Er zijn haar- of knotsvormige cystidia op de lamelsnede en deze ontbreken op de lamellaire oppervlakken. De basidia zijn meestal 4-sporig, zeldzamer 2-sporig. De bleekbruine sporen zijn bolvormig tot elliptisch of amandelvormig en hebben geen kiempore. De sporenwand is glad, wrattenachtig of stekelig geornamenteerd.

## Ecologie
Crepidotus zijn saprobische bewoners van hout en andere plantenresten, mossen of, zeldzamer, op de grond.

## Verspreiding
Het geslacht is wereldwijd verspreid. Ongeveer 30 soorten komen voor of zijn te verwachten in Europa.

## Soorten
In Nederland komen de volgende soorten voor:
| Soortnaam                                            | Sporenmaat (in µm)      | Q-getal           | Gespen | Verspreiding (in NL) |
| ---------------------------------------------------- | ----------------------- | ----------------- | ------ | -------------------- |
| Crepidotus applanatus (Gestreept oorzwammetje)       | 4,5-7 × 4,5-6,5         | (Q=0,99 tot 1,11) | ja     | vrij zeldzaam        |
| Crepidotus autochthonus (Grauw oorzwammetje)         | 7-9 × 5-6               | (Q=1,33 tot 1,63) | ja     | zeldzaam             |
| Crepidotus bresadolae (Grootsporig oorzwammetje)     | 7–11 × 4,5–6 9          | (Q=1,7 tot 2,2)   | nee    | zeldzaam             |
| Crepidotus brunneoroseus (Bruinroze oorzwammetje)    | 8,5-12 × 5-6,5          | (Q=1,6 tot 2,1)   | nee    | zeldzaam             |
| Crepidotus caspari (Bleek oorzwammetje)              | 6,5–9,5 × 4,5–6,0       | (Q=1,4 tot 1,8)   | ja     | algemeen             |
| Crepidotus cesatii (Rondsporig oorzwammetje)         | 6-9 × 5,5-7,5           | (Q=1 tot 1,3)     | ja     | algemeen             |
| Crepidotus cinnabarinus (Rood oorzwammetje)          | 5-7 × 4-5               | ?                 | nee    | zeer zeldzaam        |
| Crepidotus cristatus (Geelgroen oorzwammetje)        | 5,0-6,5 × 4,5-6,5       | (Q=1 tot 1,25)    | ja     | zeer zeldzaam        |
| Crepidotus epibryus (Klein oorzwammetje)             | 6,9-9,5 × 2,5-3,4       | (Q=2,1 tot 3,2)   | nee    | algemeen             |
| Crepidotus mollis (Week oorzwammetje)                | 7-10 × 5-6,5            | (Q=1,40 tot 1,67) | nee    | algemeen             |
| Crepidotus roseoornatus (Roze oorzwammetje)          | 5,7-7,8 × 3,9-5,9       | (Q=1,21 tot 1,59) | ?      | zeer zeldzaam        |
| Crepidotus subverrucisporus (Ruwsporig oorzwammetje) | 7-9 × 4,5-6             | (Q=1,4 tot 1,7)   | ja     | zeer zeldzaam        |
| Crepidotus variabilis (Wit oorzwammetje)             | 5,5-7,5 × 2,5-4         | (Q=1,67 tot 2,20) | ja     | algemeen             |
| Crepidotus villosus (Behaard oorzwammetje)           | 5,5-7,5 (8) × 4-5 (5,5) | ?                 | ja     | zeer zeldzaam        |

Volgens Index Fungorum telt het geslacht 322 soorten (peildatum januari 2023):
| Soortnaam                                            | Auteur(s)                                                | Publicatiejaar |
| ---------------------------------------------------- | -------------------------------------------------------- | -------------- |
| Crepidotus acanthosyrinus                            | Singer                                                   | 1952           |
| Crepidotus acerinus                                  | Vacek                                                    | 1949           |
| Crepidotus affinis                                   | E. Horak                                                 | 2018           |
| Crepidotus alabamensis                               | Murrill                                                  | 1917           |
| Crepidotus albatus                                   | Hesler & A.H. Sm.                                        | 1965           |
| Crepidotus albescens                                 | (Murrill) Redhead                                        | 1984           |
| Crepidotus albissimus                                | Murrill                                                  | 1943           |
| Crepidotus albolanatus                               | E. Horak                                                 | 2018           |
| Crepidotus alnicola                                  | Hesler & A.H. Sm.                                        | 1965           |
| Crepidotus alveolus                                  | (Lasch) P. Kumm.                                         | 1871           |
| Crepidotus ampullicystis                             | Singer                                                   | 1973           |
| Crepidotus angustifolius                             | Hesler & A.H. Sm.                                        | 1965           |
| Crepidotus antillarum                                | (Pat.) Singer                                            | 1947           |
| Crepidotus apodus                                    | Capelari                                                 | 2006           |
| Crepidotus appalachianensis                          | Hesler & A.H. Sm.                                        | 1965           |
| Crepidotus applanatus (Gestreept oorzwammetje)       | (Pers.) P. Kumm.                                         | 1871           |
| Crepidotus aquosus                                   | Murrill                                                  | 1913           |
| Crepidotus argipodus                                 | (Singer) Guzm.-Dáv., C.K. Pradeep & Aime                 | 2017           |
| Crepidotus aristoteliae                              | Singer                                                   | 1962           |
| Crepidotus asiaticus                                 | Guzm.-Dáv., C.K. Pradeep & T.J. Baroni                   | 2017           |
| Crepidotus aurantiacus                               | Bres.                                                    | 1907           |
| Crepidotus aureifolius                               | Hesler & A.H. Sm.                                        | 1965           |
| Crepidotus aureus                                    | E. Horak                                                 | 1978           |
| Crepidotus australis                                 | Singer                                                   | 1973           |
| Crepidotus austroandinus                             | Singer                                                   | 1969           |
| Crepidotus autochthonus (Grauw oorzwammetje)         | J.E. Lange                                               | 1940           |
| Crepidotus avellaneus                                | Hesler & A.H. Sm.                                        | 1965           |
| Crepidotus badiofloccosus                            | S. Imai                                                  | 1939           |
| Crepidotus bakerae                                   | Ueki & C.W. Sm.                                          | 1973           |
| Crepidotus betulae                                   | Murrill                                                  | 1917           |
| Crepidotus bicolor                                   | Murrill                                                  | 1913           |
| Crepidotus boninensis                                | (Hongo) E. Horak & Desjardin                             | 2004           |
| Crepidotus brasiliensis                              | Rick                                                     | 1930           |
| Crepidotus bresadolae (Grootsporig oorzwammetje)     | Pilát                                                    | 1948           |
| Crepidotus brunneomarginatus                         | E. Horak                                                 | 2018           |
| Crepidotus brunneoroseus (Bruinroze oorzwammetje)    | Courtec.                                                 | 1994           |
| Crepidotus brunnescens                               | Hesler & A.H. Sm.                                        | 1965           |
| Crepidotus brunneus                                  | Hesler                                                   | 1975           |
| Crepidotus brunswickianus                            | (Speg.) Sacc.                                            | 1891           |
| Crepidotus bufonius                                  | Velen.                                                   | 1947           |
| Crepidotus bullulifer                                | Singer                                                   | 1965           |
| Crepidotus byssinus                                  | T. Kasuya & Takah. Kobay.                                | 2011           |
| Crepidotus calolepidoides                            | Murrill                                                  | 1913           |
| Crepidotus calolepis                                 | (Fr.) P. Karst.                                          | 1879           |
| Crepidotus campylus                                  | Hesler & A.H. Sm.                                        | 1965           |
| Crepidotus candidus                                  | Capelari                                                 | 2006           |
| Crepidotus capreae                                   | Velen.                                                   | 1947           |
| Crepidotus carneolus                                 | E. Horak                                                 | 2018           |
| Crepidotus carpaticus                                | Pilát                                                    | 1929           |
| Crepidotus carpatorossicus                           | Pilát                                                    | 1949           |
| Crepidotus caspari (Bleek oorzwammetje)              | Velen.                                                   | 1926           |
| Crepidotus catamarcae                                | Singer                                                   | 1973           |
| Crepidotus caveatus                                  | (Berk. & M.A. Curtis) Murrill                            | 1916           |
| Crepidotus cesatii (Rondsporig oorzwammetje)         | (Rabenh.) Sacc.                                          | 1877           |
| Crepidotus chilensis                                 | E. Horak                                                 | 1964           |
| Crepidotus cinchonensis                              | Murrill                                                  | 1913           |
| Crepidotus cinereipallens                            | Hesler & A.H. Sm.                                        | 1965           |
| Crepidotus cinnabarinus                              | Peck                                                     | 1895           |
| Crepidotus cinnamomeus                               | Hesler & A.H. Sm.                                        | 1965           |
| Crepidotus circinatus                                | Hesler & A.H. Sm.                                        | 1965           |
| Crepidotus citri                                     | Pat.                                                     | 1902           |
| Crepidotus citricolor                                | Singer                                                   | 1952           |
| Crepidotus citrinus                                  | Petch                                                    | 1924           |
| Crepidotus coloradensis                              | Hesler & A.H. Sm.                                        | 1965           |
| Crepidotus commiscibilis                             | (Berk. & M.A. Curtis) Murrill                            | 1916           |
| Crepidotus conchatus                                 | Hesler & A.H. Sm.                                        | 1965           |
| Crepidotus confertus                                 | Hesler & A.H. Sm.                                        | 1965           |
| Crepidotus connatus                                  | (Berk.) Murrill                                          | 1916           |
| Crepidotus constans                                  | Hesler & A.H. Sm.                                        | 1965           |
| Crepidotus contortus                                 | Hesler & A.H. Sm.                                        | 1965           |
| Crepidotus crataegi                                  | Velen.                                                   | 1929           |
| Crepidotus cristatus (Geelgroen oorzwammetje)        | Senn-Irlet & Immerzeel                                   | 2003           |
| Crepidotus croceotinctus                             | Peck                                                     | 1887           |
| Crepidotus crocophyllus                              | (Berk.) Sacc.                                            | 1887           |
| Crepidotus cuneiformis                               | Pat.                                                     | 1902           |
| Crepidotus cystidiosus                               | Hesler & A.H. Sm.                                        | 1965           |
| Crepidotus decipiens                                 | Singer                                                   | 1973           |
| Crepidotus decurrens                                 | States                                                   | 1973           |
| Crepidotus defibulatus                               | Singer                                                   | 1952           |
| Crepidotus dentatus                                  | T. Bau & Y.P. Ge                                         | 2020           |
| Crepidotus dilutus                                   | E. Horak                                                 | 2018           |
| Crepidotus distortus                                 | Hesler & A.H. Sm.                                        | 1965           |
| Crepidotus dorsalis                                  | Sacc.                                                    | 1887           |
| Crepidotus eburneus                                  | Hesler & A.H. Sm.                                        | 1965           |
| Crepidotus eccentricus                               | Murrill                                                  | 1917           |
| Crepidotus echinosporus                              | Henn.                                                    | 1895           |
| Crepidotus edulis                                    | Overeem                                                  | 1927           |
| Crepidotus effusus                                   | Pegler                                                   | 1977           |
| Crepidotus ehrendorferi                              | Hauskn. & Krisai                                         | 1989           |
| Crepidotus epibryus (Klein oorzwammetje)             | (Fr.) Quél.                                              | 1888           |
| Crepidotus epigloeus                                 | Singer                                                   | 1973           |
| Crepidotus eucalypti                                 | (Torrend) Singer                                         | 1951           |
| Crepidotus eucalypticola                             | Singer                                                   | 1977           |
| Crepidotus eucalyptorum                              | Cleland                                                  | 1924           |
| Crepidotus euterpicola                               | Senn-Irlet & de Meijer                                   | 1998           |
| Crepidotus exilis                                    | A.M. Kumar & C.K. Pradeep                                | 2020           |
| Crepidotus exoticus                                  | Velen.                                                   | 1929           |
| Crepidotus fimbriatus                                | Hesler & A.H. Sm.                                        | 1965           |
| Crepidotus flavescens                                | Rick                                                     | 1961           |
| Crepidotus flavus                                    | Capelari                                                 | 2011           |
| Crepidotus flexuosus                                 | Hesler & A.H. Sm.                                        | 1965           |
| Crepidotus formosus                                  | (Quél.) Sacc. & Traverso                                 | 1910           |
| Crepidotus forsteri                                  | (Speg.) Speg.                                            | 1891           |
| Crepidotus fraxini                                   | Velen.                                                   | 1939           |
| Crepidotus fraxinicola                               | Murrill                                                  | 1917           |
| Crepidotus fulvifibrillosus                          | Murrill                                                  | 1917           |
| Crepidotus fulvotomentosus                           | (Peck) Peck                                              | 1887           |
| Crepidotus fumosifolius                              | Murrill                                                  | 1913           |
| Crepidotus funalis                                   | Rick                                                     | 1938           |
| Crepidotus fungiphilus                               | Hauskn. & Krisai                                         | 2010           |
| Crepidotus furcatus                                  | Hesler & A.H. Sm.                                        | 1965           |
| Crepidotus fuscovelutinus                            | E. Horak                                                 | 2018           |
| Crepidotus fuscus                                    | E. Horak                                                 | 2018           |
| Crepidotus fusisporus                                | Hesler & A.H. Sm.                                        | 1965           |
| Crepidotus gayi                                      | Pilát                                                    | 1951           |
| Crepidotus geophilus                                 | (Murrill) Redhead                                        | 1984           |
| Crepidotus gilvidus                                  | E. Horak                                                 | 2018           |
| Crepidotus globisporus                               | A.M. Kumar & C.K. Pradeep                                | 2020           |
| Crepidotus graminum                                  | Velen.                                                   | 1921           |
| Crepidotus guzmanii                                  | Singer                                                   | 1973           |
| Crepidotus haerens                                   | (Peck) Sacc.                                             | 1887           |
| Crepidotus haloxyli                                  | Samgina                                                  | 1982           |
| Crepidotus hamulatus                                 | Hesler & A.H. Sm.                                        | 1965           |
| Crepidotus harperi                                   | Singer                                                   | 1960           |
| Crepidotus helicus                                   | Hesler & A.H. Sm.                                        | 1965           |
| Crepidotus hemiphlebius                              | (Berk. & M.A. Curtis) Murrill                            | 1916           |
| Crepidotus herbarum                                  | Peck                                                     | 1887           |
| Crepidotus herrerae                                  | Bandala & Montoya                                        | 2008           |
| Crepidotus heterocystidiosus                         | T. Bau & Y.P. Ge                                         | 2020           |
| Crepidotus hirsutellus                               | E. Horak                                                 | 1978           |
| Crepidotus hygrophanus                               | Murrill                                                  | 1917           |
| Crepidotus ibericus                                  | (G. Moreno & Esteve-Rav.) Bandala, Esteve-Rav. & Montoya | 2008           |
| Crepidotus icterinus                                 | Singer                                                   | 1973           |
| Crepidotus igapoensis                                | Singer                                                   | 1989           |
| Crepidotus improvisus                                | (E. Horak) T.W. May & A.E. Wood                          | 1995           |
| Crepidotus inconspicuus                              | E. Horak                                                 | 2018           |
| Crepidotus indicus                                   | A.M. Kumar & C.K. Pradeep                                | 2018           |
| Crepidotus innuopurpureus                            | McMull.-Fish., T. Lebel & Senn-Irlet                     | 2021           |
| Crepidotus iqbalii                                   | A. Izhar, Usman & Khalid                                 | 2021           |
| Crepidotus isabellinus                               | E. Horak                                                 | 2018           |
| Crepidotus juniperi                                  | Velen.                                                   | 1947           |
| Crepidotus kangoliformis                             | Desjardin & B.A. Perry                                   | 2016           |
| Crepidotus kauffmanii                                | Hesler & A.H. Sm.                                        | 1965           |
| Crepidotus krieglsteineri                            | Singer                                                   | 1988           |
| Crepidotus kubickae                                  | Pilát                                                    | 1949           |
| Crepidotus laceratus                                 | Pat.                                                     | 1902           |
| Crepidotus lagenicystis                              | Hesler & A.H. Sm.                                        | 1965           |
| Crepidotus lanuginosus                               | Hesler & A.H. Sm.                                        | 1965           |
| Crepidotus larsenii                                  | Pilát                                                    | 1948           |
| Crepidotus lateralipes                               | E. Horak                                                 | 2018           |
| Crepidotus latifolius                                | Peck                                                     | 1899           |
| Crepidotus lentinoides                               | Earle                                                    | 1906           |
| Crepidotus levisporus                                | Singer                                                   | 1973           |
| Crepidotus lingulatus                                | Velen.                                                   | 1929           |
| Crepidotus longicomatus                              | Har. Takah.                                              | 2003           |
| Crepidotus longicystidiatus                          | Capelari                                                 | 2011           |
| Crepidotus longicystis                               | (Hesler & A.H. Sm.) Singer                               | 1973           |
| Crepidotus longisporus                               | M. Lange                                                 | 1957           |
| Crepidotus longistriatus                             | S. Imai                                                  | 1938           |
| Crepidotus luridus                                   | Singer                                                   | 1973           |
| Crepidotus luteicolor                                | Hesler & A.H. Sm.                                        | 1965           |
| Crepidotus luteolus (Gelig oorzwammetje)             | Sacc.                                                    | 1887           |
| Crepidotus luteoviridis                              | Henn.                                                    | 1899           |
| Crepidotus lutescens                                 | T. Bau & Y.P. Ge                                         | 2017           |
| Crepidotus macedonicus                               | Pilát                                                    | 1949           |
| Crepidotus maculans                                  | Hesler & A.H. Sm.                                        | 1965           |
| Crepidotus malachioides                              | Consiglio, Prydiuk & Setti                               | 2008           |
| Crepidotus malachius                                 | Sacc.                                                    | 1887           |
| Crepidotus malenconii                                | Courtec.                                                 | 2009           |
| Crepidotus martinii                                  | Singer                                                   | 1955           |
| Crepidotus maximus                                   | Hesler & A.H. Sm.                                        | 1965           |
| Crepidotus melleus                                   | (Berk. & Broome) Petch                                   | 1924           |
| Crepidotus mexicanus                                 | Singer                                                   | 1973           |
| Crepidotus microcarpus                               | Malençon                                                 | 1975           |
| Crepidotus microsporus                               | (P. Karst.) Pilát                                        | 1948           |
| Crepidotus milleri                                   | Hesler & A.H. Sm.                                        | 1965           |
| Crepidotus minutus                                   | (Peck) Murrill                                           | 1916           |
| Crepidotus molfinoi                                  | Speg.                                                    | 1926           |
| Crepidotus molliformis                               | Singer                                                   | 1973           |
| Crepidotus mollis (Week oorzwammetje)                | (Schaeff.) Staude                                        | 1857           |
| Crepidotus montanensis                               | Hesler & A.H. Sm.                                        | 1965           |
| Crepidotus montanus                                  | Hesler & A.H. Sm.                                        | 1965           |
| Crepidotus mucidifolius                              | Hesler & A.H. Sm.                                        | 1965           |
| Crepidotus muscigenus                                | Velen.                                                   | 1947           |
| Crepidotus mutabilis                                 | E. Horak                                                 | 2018           |
| Crepidotus nanicus                                   | E. Horak                                                 | 1978           |
| Crepidotus neocystidiosus                            | P.G. Liu                                                 | 1995           |
| Crepidotus neotrichocystis                           | Consiglio & Setti                                        | 2008           |
| Crepidotus nephrodes                                 | (Berk. & M.A. Curtis) Sacc.                              | 1887           |
| Crepidotus niveus                                    | Velen.                                                   | 1947           |
| Crepidotus novae-zelandiae                           | Pilát                                                    | 1951           |
| Crepidotus nyssicola                                 | (Murrill) Singer                                         | 1973           |
| Crepidotus obfuscens                                 | Hesler & A.H. Sm.                                        | 1965           |
| Crepidotus obscurus                                  | Hesler & A.H. Sm.                                        | 1965           |
| Crepidotus occidentalis                              | Hesler & A.H. Sm.                                        | 1965           |
| Crepidotus occultus                                  | E. Horak                                                 | 2018           |
| Crepidotus ochraceus                                 | Hesler & A.H. Sm.                                        | 1965           |
| Crepidotus odoratus                                  | Velen.                                                   | 1947           |
| Crepidotus ostreatoides                              | Henn. & E. Nyman                                         | 1899           |
| Crepidotus pactolus                                  | Cooke ex Pilát                                           | 1951           |
| Crepidotus pallidobrunneus                           | Hesler & A.H. Sm.                                        | 1965           |
| Crepidotus pallidoluteus                             | Hesler & A.H. Sm.                                        | 1965           |
| Crepidotus palmarum                                  | Singer                                                   | 1952           |
| Crepidotus palodensis                                | C.K. Pradeep & A.M. Kumar                                | 2018           |
| Crepidotus parasiticus                               | Massee ex Pilát                                          | 1951           |
| Crepidotus parietalis                                | E. Horak                                                 | 1978           |
| Crepidotus parlatorei                                | Singer                                                   | 1952           |
| Crepidotus parvulus                                  | Murrill                                                  | 1913           |
| Crepidotus paxilloides                               | Singer                                                   | 1951           |
| Crepidotus payettensis                               | Hesler & A.H. Sm.                                        | 1965           |
| Crepidotus pedicellatus                              | Velen.                                                   | 1939           |
| Crepidotus phaeton                                   | (Cooke & Massee) Sacc.                                   | 1891           |
| Crepidotus phaseoliformis                            | Hesler & A.H. Sm.                                        | 1965           |
| Crepidotus pilatii                                   | Velen.                                                   | 1929           |
| Crepidotus pilosiceps                                | Singer                                                   | 1989           |
| Crepidotus pinicola                                  | M. Zang                                                  | 1999           |
| Crepidotus plumulosus                                | E. Horak                                                 | 2018           |
| Crepidotus podocarpi                                 | Singer                                                   | 1952           |
| Crepidotus poincola                                  | Velen.                                                   | 1939           |
| Crepidotus polylepidis                               | Singer                                                   | 1962           |
| Crepidotus pouceensis                                | Pilát                                                    | 1951           |
| Crepidotus praecipuus                                | E. Horak                                                 | 2018           |
| Crepidotus praelatifolius                            | Murrill                                                  | 1940           |
| Crepidotus prostratus                                | Cleland                                                  | 1934           |
| Crepidotus pruni                                     | Velen.                                                   | 1921           |
| Crepidotus pseudoantillarum                          | Bandala, Montoya & M. Mata                               | 2008           |
| Crepidotus pseudoflammeus                            | Hesler & A.H. Sm.                                        | 1965           |
| Crepidotus pseudomollis                              | T. Bau & Y.P. Ge                                         | 2020           |
| Crepidotus psychotriae                               | Pat.                                                     | 1902           |
| Crepidotus quitensis                                 | Pat.                                                     | 1893           |
| Crepidotus rainierensis                              | Hesler & A.H. Sm.                                        | 1965           |
| Crepidotus ramosus                                   | Hesler & A.H. Sm.                                        | 1965           |
| Crepidotus regularis                                 | Hesler & A.H. Sm.                                        | 1965           |
| Crepidotus reniformis                                | Velen.                                                   | 1921           |
| Crepidotus reticulatus                               | T. Bau & Y.P. Ge                                         | 2020           |
| Crepidotus rhizomorphus                              | Burt                                                     | 1923           |
| Crepidotus ridleyi                                   | Massee                                                   | 1899           |
| Crepidotus roseibrunneus                             | Hesler & A.H. Sm.                                        | 1965           |
| Crepidotus roseolus                                  | Singer                                                   | 1974           |
| Crepidotus roseoornatus (Roze oorzwammetje)          | Pöder & E. Ferrari                                       | 1984           |
| Crepidotus roseus                                    | Singer                                                   | 1947           |
| Crepidotus rubriceps                                 | Singer                                                   | 1973           |
| Crepidotus rubrovinosus                              | Bandala, Montoya & E. Horak                              | 2006           |
| Crepidotus rufidulus                                 | E. Horak                                                 | 2018           |
| Crepidotus rufofloccosus                             | E. Horak                                                 | 2018           |
| Crepidotus salicinus                                 | Velen.                                                   | 1947           |
| Crepidotus salmonicolor                              | Cleland & Cheel                                          | 1918           |
| Crepidotus sambuci                                   | Velen.                                                   | 1922           |
| Crepidotus sarawakensis                              | Pilát                                                    | 1951           |
| Crepidotus schizophylloides                          | Henn.                                                    | 1899           |
| Crepidotus schusteri                                 | Singer                                                   | 1989           |
| Crepidotus semiorbatus                               | E. Horak                                                 | 2018           |
| Crepidotus sepiarius                                 | Peck                                                     | 1898           |
| Crepidotus septicoides                               | (Singer) Singer                                          | 1973           |
| Crepidotus serotinus                                 | Singer                                                   | 1962           |
| Crepidotus sikkimensis                               | Locq. & Sarwal                                           | 1983           |
| Crepidotus sinuosus                                  | Hesler & A.H. Sm.                                        | 1965           |
| Crepidotus smithii                                   | Hesler                                                   | 1975           |
| Crepidotus spathulatus                               | Bres.                                                    | 1894           |
| Crepidotus stenocystis                               | Pouzar                                                   | 2005           |
| Crepidotus stercorarius                              | Singer                                                   | 1952           |
| Crepidotus stipitatus                                | Kauffman                                                 | 1918           |
| Crepidotus stratosus                                 | Hesler & A.H. Sm.                                        | 1965           |
| Crepidotus striatus                                  | T. Bau & Y.P. Ge                                         | 2020           |
| Crepidotus stromaticus                               | (Cooke & Massee) Sacc.                                   | 1887           |
| Crepidotus subaffinis                                | Pilát                                                    | 1951           |
| Crepidotus subapplanatus                             | Hesler & A.H. Sm.                                        | 1965           |
| Crepidotus subaureifolius                            | Hesler & A.H. Sm.                                        | 1965           |
| Crepidotus subcroceitinctus                          | Hesler & A.H. Sm.                                        | 1965           |
| Crepidotus subcuneiformis                            | Murrill                                                  | 1913           |
| Crepidotus subelatinus                               | (Murrill) Pegler                                         | 1987           |
| Crepidotus subepibryus                               | Pilát                                                    | 1949           |
| Crepidotus subepicrocinus                            | Pilát                                                    | 1951           |
| Crepidotus subfibrillosus                            | Hesler & A.H. Sm.                                        | 1965           |
| Crepidotus subfulviceps                              | (Murrill) Aime, Vila & P.-A. Moreau                      | 2009           |
| Crepidotus subhaustellaris                           | Cleland                                                  | 1924           |
| Crepidotus sublatifolius                             | Hesler & A.H. Sm.                                        | 1965           |
| Crepidotus sublevisporus                             | Singer                                                   | 1952           |
| Crepidotus subluteus                                 | Hesler & A.H. Sm.                                        | 1965           |
| Crepidotus submollis                                 | Murrill                                                  | 1912           |
| Crepidotus substipitatus                             | Murrill                                                  | 1913           |
| Crepidotus sububer                                   | Hesler & A.H. Sm.                                        | 1965           |
| Crepidotus subverrucisporus (Ruwsporig oorzwammetje) | Pilát                                                    | 1949           |
| Crepidotus sulcatus                                  | Murrill                                                  | 1913           |
| Crepidotus sulphurinus                               | Imazeki & Toki                                           | 1954           |
| Crepidotus tahquamenonensis                          | Hesler & A.H. Sm.                                        | 1965           |
| Crepidotus tener                                     | Henn.                                                    | 1896           |
| Crepidotus tennesseensis                             | Hesler                                                   | 1975           |
| Crepidotus terrestris                                | S. Imai                                                  | 1938           |
| Crepidotus thermophilus                              | (Singer) Aime, T.J. Baroni & O.K. Mill.                  | 2002           |
| Crepidotus tirolensis                                | Pilát                                                    | 1939           |
| Crepidotus tjibodensis                               | Henn.                                                    | 1899           |
| Crepidotus tobolensis                                | Kapitonov, Biketova & Zmitr.                             | 2019           |
| Crepidotus togoensis                                 | Henn.                                                    | 1895           |
| Crepidotus trichocraspedotus                         | T. Bau & Y.P. Ge                                         | 2020           |
| Crepidotus trulliformis                              | E. Horak                                                 | 2018           |
| Crepidotus trullisporus                              | Pegler                                                   | 1977           |
| Crepidotus truncatus                                 | Petch                                                    | 1924           |
| Crepidotus tucumanus                                 | E. Horak                                                 | 1964           |
| Crepidotus tuxtlae                                   | Singer                                                   | 1973           |
| Crepidotus unicus                                    | Hesler & A.H. Sm.                                        | 1965           |
| Crepidotus valdivianus                               | E. Horak                                                 | 1964           |
| Crepidotus valvatus                                  | Velen.                                                   | 1947           |
| Crepidotus variabilis (Wit oorzwammetje)             | (Pers.) P. Kumm.                                         | 1871           |
| Crepidotus variegatus                                | E. Horak                                                 | 2018           |
| Crepidotus variicolor                                | Hesler & A.H. Sm.                                        | 1965           |
| Crepidotus variisporus                               | Singer                                                   | 1952           |
| Crepidotus velenovskyi                               | Pilát                                                    | 1949           |
| Crepidotus versutus (Grootsporig oorzwammetje)       | Peck                                                     | 1887           |
| Crepidotus villosus (Behaard oorzwammetje)           | Hesler & A.H. Sm.                                        | 1965           |
| Crepidotus virgineus                                 | Har. Takah.                                              | 2003           |
| Crepidotus viridipyllus                              | Hesler                                                   | 1975           |
| Crepidotus viscidiphyllus                            | Hesler                                                   | 1975           |
| Crepidotus viticola                                  | S. Imai                                                  | 1938           |
| Crepidotus volubilis                                 | C.K. Pradeep & A.M. Kumar                                | 2018           |
| Crepidotus vulgaris                                  | Hesler & A.H. Sm.                                        | 1965           |
| Crepidotus wasseri                                   | Kapitonov, Biketova, Zmitr. & Á. Kovács                  | 2021           |
| Crepidotus xanthocephalus                            | Singer                                                   | 1973           |
| Crepidotus xanthophaeus                              | Singer                                                   | 1973           |
| Crepidotus xerotoides                                | Speg.                                                    | 1921           |
| Crepidotus yungicola                                 | Singer                                                   | 1973           |
| Crepidotus zingiberaceicola                          | Henn.                                                    | 1897           |